# Teraco
Teráco je umeten gradbeni material, ki se ga uporablja za izdelavo talnih ali stenskih oblog. Teraco je sestavljen iz marmornatih, kremenovih, granitnih, steklenih ali drugih drobcev, ki so preliti s cementom, polimernim vezivom ali kombinacijo obeh. Ulitke ponavadi zarobljajo kovinski pragovi. Preden se zmes strdi, se lahko na vrhu posipa dodatne kose. Po strjevanju se teraco zbrusi in do gladkega spolira ali kako drugače obdela za enakomerno strukturirano površino.